# Petr Silbernágl
Petr Silbernágl (* 3. února 1966) je bývalý český fotbalista, obránce. Po skončení aktivní kariéry působí jako trenér na regionální úrovni. Ligovým fotbalistou byl i jeho otec František.

## Fotbalová kariéra
V československé lize hrál za Spartak Hradec Králové. Nastoupil v 6 ligových utkáních.

## Ligová bilance
| Ročník                                   | Zápasy | Góly | Klub                   |
| ---------------------------------------- | ------ | ---- | ---------------------- |
| Česká národní fotbalová liga 1984/85     | 4      | 0    | Spartak Hradec Králové |
| Česká národní fotbalová liga 1985/86     | 24     | 3    | Spartak Hradec Králové |
| Česká národní fotbalová liga 1986/87     | 8      | 0    | Spartak Hradec Králové |
| 1. československá fotbalová liga 1988/89 | 6      | 0    | Spartak Hradec Králové |
| CELKEM 1. liga                           | 6      | 0    |                        |